# PR-804
A PR-804 é uma rodovia de acesso, pertencente ao governo do Paraná, que liga a BR-277 à PR-408 (entroncamento na localidade de Passa Sete, cidade de Morretes). É denominada Rodovia Benelí Terezinha Bueno Kasmiroski, de acordo com a Lei Estadual 21.936 de 22/04/2024. com extensão de 2,7 quilômetros, totalmente pavimentados.

## Trechos da Rodovia
A rodovia possui uma extensão total de aproximadamente 63,2 km, sendo dividida em 8 trechos:
| Início do Trecho               | Final do Trecho      | Extensão | Situação    |
| ------------------------------ | -------------------- | -------- | ----------- |
| Morretes - Passa Sete - PR-408 | Entroncamento BR-277 | 2,7 km   | Pavimentado |

## Municípios atravessados pela rodovia
- Morretes